# شلبي سولوفان (شخصية رسوم متحركة)
جيمس بي سوليفان أو شلبي سولوفان (بالإنجليزية: James P. Sullivan)‏ هي شخصية خيالية في فيلمي شركة المرعبين المحدودة وجامعة المرعبين. مثل صوته سامي مغاوري في كل من شركة المرعبين المحدودة وسيارة مارد الجديدة، بينما أدى صوته جورج طويل في نسخة تلفزيون ج وفيلم جامعة المرعبين.

## وصلات خارجية
- شلبي سولوفان (شخصية رسوم متحركة) في قاعدة بيانات الأفلام على الإنترنت